# Jamshid Qoʻchqorov

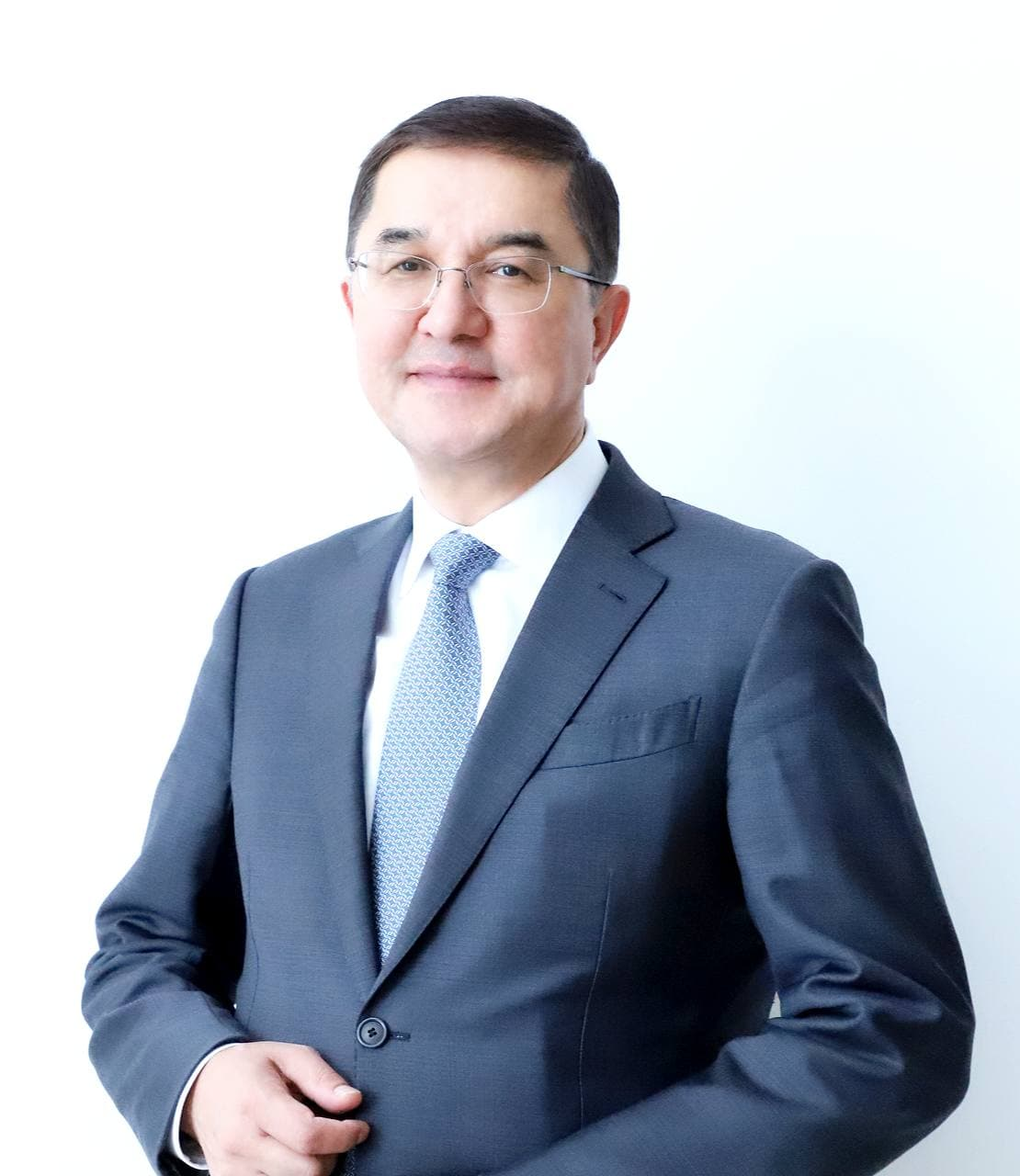
Jamshid Qoʻchqorov (2021)

Jamshid Anvarovich Qoʻchqorov (kyrillisch Жамшид Анварович Қўчқоров, russisch Джамшид Анварович Кучкаров Dschamschid Anwarowitsch Kutschkarow; * 19. Oktober 1964 in Kattaqoʻrgʻon) ist ein usbekischer Politiker. Seit 2017 ist er stellvertretender Premierminister der Republik Usbekistan und seit 2020 Minister für Wirtschaft und Industrie bzw. Minister für wirtschaftliche Entwicklung und Armutsbekämpfung. Von 2017 bis 2020 war er Finanzminister Usbekistans.

## Leben
Jamshid Qoʻchqorov wurde in der Stadt Kattaqoʻrgʻon (Provinz Samarqand) geboren. Im Jahr 1985 absolvierte er das Taschkent Institut für Volkswirtschaft (heute Taschkent State Economic University) und 1996 die University of Colorado (USA). 
Nach einer Tätigkeit als Buchhalter in Kattaqoʻrgʻon diente Qoʻchqorov von 1985 bis 1987 in der Armee. 1987 trat er in die Graduiertenschule des Taschkent-Instituts für Volkswirtschaft ein, und von 1990 bis 1993 arbeitete er dort als Lehrer. Im Jahr 1993 begann er in der Zentralbank von Usbekistan zu arbeiten. Von 1996 bis 1997 war er stellvertretender Vorsitzender der Zentralbank Usbekistans. 1997 wurde er zum stellvertretenden Finanzminister ernannt, zum Chef der Hauptabteilung des Staatshaushalts des Finanzministeriums, und hielt diesen Posten bis 2005. 1997 wurde er durch den Beschluss des Ministerkabinetts Usbekistans zum Mitglied der Gemeinsamen usbekisch-moldawischen Kommission für die Ausweitung der multilateralen Zusammenarbeit ernannt. Von 2005 bis 2016 arbeitete er als stellvertretender Finanzminister und 2016/2017 als erster stellvertretender Finanzminister. Im Jahr 2016 wurde er zum Vorstandsmitglied der Bank Asaka gewählt.
2017 wurde er zum stellvertretenden Ministerpräsidenten der Republik Usbekistan für die wirtschaftliche Entwicklung, den Strukturwandel der Investitionen, die Reform des Banken- und Finanzsystems, die Koordinierung der Tätigkeit der freien wirtschaftlichen und kleinen Industriezonen ernannt. Im November 2017 wurde er von Shavkat Mirziyoyev zum stellvertretenden Premierminister der Republik Usbekistan für makroökonomische Analyse und Prognose, die Reform des Finanz- und Bankensystems, die Entwicklung von Privatunternehmen und Kleinunternehmen sowie zum Finanzminister der Republik Usbekistan ernannt. 
Jamshid Qoʻchqorov gehört dem Wirtschaftsrat der GUS an und war im Jahr 2020 Vorsitzender dieses Rates. Im Januar 2020 wurde er zum Vize-Ministerpräsidenten für Finanz- und Wirtschaftsfragen und Armutsbekämpfung und am 24. Februar desselben Jahres zum Minister für Wirtschaft und Industrie ernannt. Im März 2020 wurde das Ministerium für Wirtschaft und Industrie durch den Beschluss des Präsidenten Usbekistans in das Ministerium für wirtschaftliche Entwicklung und Armutsverringerung umgewandelt. Qoʻchqorov übernahm zudem den Vorsitz des durch Verordnung des Präsidenten am 3. August 2020 eingerichteten Statistischen Rats, welcher dem Staatlichen Komitee für Statistik (Statistischer Dienst Usbekistans) zugeordnet ist.